# Тайшетський ВТТ ГУЛЖДС
Тайшетський ВТТ ГУЛЖДС, Тайшетбуд (рос. ТАЙШЕТСКИЙ ИТЛ ГУЛЖДС, Тайшетстрой) — підрозділ в системі ГУЛАГ, оперативне керування якого здійснювало Головне управління таборів залізничного будівництва. Організований 21 квітня 1948 року, закритий 29 вересня 1948 року — об'єднаний з Ангарлагом в єдиний Ангарський ВТТ.

## Виконувані роботи
- добудова залізниці Тайшет-Братськ;
- буд-во Усольського з-ду гірничого обладнання «Главспеццветмета»;
- обслуговування ремонтних заводів і майстерень, виробництво цегли та вапна.

## Чисельність ув'язнених
- 10 травня 1948 — 24 878 осіб;
- 1 серпня 1948 — 21 246 осіб;
- 1 листопада 1948 — 17 882 особи.